# 豪尔赫·布鲁查加
豪尔赫·路易斯·布鲁查加（Jorge Luis Burruchaga，1962年10月9日—)，前阿根廷职业足球员，现為足球教练，司职进攻中场和前锋。他也是1986年世界杯冠军队成员。

## 职业生涯
布魯查加早年曾效力阿根廷的独立队，赢得過1983年阿根廷联赛、2屆美洲盃足球賽(1983年和1989年，其中在1983年他以6球成績並列最佳射手)、1984年洲際盃冠军。其後他走到法國，效力法甲球會南特，一打便打了七年。其間布鲁查加曾参加1986年和1990年两届世界杯，分別贏過冠軍和亞軍，其中阿根廷以3比2勝出的1986世界盃決賽，他在兩隊2平時射進全場第五球。
1990年世界杯后布鲁查加的职业生涯开始走下坡路，先於1992年改效實力較次的瓦朗谢讷；1993年發生马赛假球案，同样也牵扯到了效力于法甲瓦朗谢讷的布鲁查加，最终被处以禁赛一年。一年后布鲁查加回到阿根廷联赛，并于1998年正式挂靴退役。
2002年-2005年期间他执教了升入阿根廷甲組的萨兰迪阿森纳，将球队远离了积分榜榜底。2005-06年球季他和阿甲的拉普拉塔大学生队签订了执教合同。2006年5月，他转教独立队，但在2007年4月辞职。

## 职业统计
- 第一场比赛 1982年2月12日 独立队4:1 大学生队
- 第一个进球 1982年2月27日 圣文森特联2:3 独立队[第40分钟打入的]
- 退役赛事 1998年4月10日 萨斯菲尔德3:0独立队

## 个人生活
他的儿子罗曼·安德烈斯·布鲁查加是一名职业网球运动员。